# Lou Sourgentin
 (juillet 2023).
Si vous disposez d'ouvrages ou d'articles de référence ou si vous connaissez des sites web de qualité traitant du thème abordé ici, merci de compléter l'article en donnant les références utiles à sa vérifiabilité et en les liant à la section « Notes et références ».
Lou Sourgentin est une revue culturelle et un éditeur bilingue créée en 1970 par une équipe d'enseignants du collège Risso à Nice, diffusant des articles rédigés en niçois et en français. Son nom est tiré du niçois sourgentin, qui signifie « petite source ».

## Historique
Le texte suivant, tiré de Risso Antoine, Nouveau guide des étrangers à Nice, Nice, 1844, figure en épigraphe de chaque numéro :
« La fontaine, dite de la ville, est située dans le quartier de Riquier. Elle va décharger ses eaux dans le port, cette eau est fraîche, limpide, légère et d’un très bon goût. À quelque distance de cette source se trouve celle connue sous le nom de Surgentin (sic) qui est aussi abondante, aussi pure, elle sert à l’arrosage des terres voisines et fait mouvoir plusieurs usines qui se trouvent sur son passage avant de se jeter dans le port. »
Chaque livraison est organisée autour d’un dossier thématique et comporte également plusieurs rubriques habituelles.

## Parution
Fréquence de parution : 5 livraisons par an.

Tirage : 3 000 exemplaires.

Vente par abonnement. Achat au numéro dans les points de dépôt, essentiellement dans la région niçoise.

## Organigramme
- président fondateur : Charles Malausséna (†)
- président d'honneur : Jean Vincenti
- membre fondateur : Roger Gasiglia
- directeur de la publication, directeur de la rédaction : Raoul Nathiez (†)
- directeur général de la publication : Roger Rocca